# ارنستو مارتینس
ارنستو مارتینس (اسپانیایی: Ernesto Martínez‎; ۲۰ نوامبر ۱۹۵۱ – ۷ ژانویهٔ ۲۰۰۷) بازیکن والیبال اهل کوبا بود.